# Aranyhegy
Aranyhegy ([ˈɒɾɒɲhɛɟ]) est un ancien quartier de Budapest. Il a été intégré en 2012 dans le quartier d'Aranyhegy-Ürömhegy-Péterhegy (3e arrondissement). Il tire son nom du Arany-hegy, sommet de 177 mètres qui le domine.